# Không quân Nhân dân Triều Tiên
Quân chủng Phòng không Không quân Quân đội Nhân dân Triều Tiên (Chosŏn'gŭl: 조선인민군 항공 및 반항공군; Hanja: 朝鮮人民軍 航空 및 反航空軍; Chosŏn inmin'gun hangkong mit banhangkonggun) là nhánh quân chủng phòng không-không quân của Cộng hòa Dân chủ Nhân dân Triều Tiên, đảm nhận nhiệm vụ chính là bảo vệ không phận và lãnh thổ Triều Tiên. Đây là nhánh quân chủng lớn thứ hai chỉ sau Lục quân của Quân đội Nhân dân Triều Tiên, với quân số ước tính khoảng 110.000 người. Ngoài ra, lực lượng này còn có hơn 400.000 nhân sự dự bị. Các tài liệu tiếng Anh thường gọi tắt lực lượng này là KPAAF (Korean People's Army Air and Anti-Air Force), KPAF (Korean People's Air Force) hoặc NKAF (North Korean Air Force).
Theo ước tính, hiện tại, lực lượng không quân chiến đấu của Triều Tiên có khoảng 940 máy bay các loại khác nhau, chủ yếu thuộc thế hệ cũ, xuất xứ từ Liên Xô và Trung Quốc. Ngày truyền thống của lực lượng ngày là ngày 20 tháng 8 năm 1947, và cũng là ngày thành lập của Đội Hàng không Triều Tiên, tổ chức tiền thân của Không quân Nhân dân Triều Tiên.

## Lịch sử
Ngay sau khi kiểm soát vùng lãnh thổ phía Bắc bán đảo Triều Tiên, Liên Xô đã hỗ trợ cho cựu sĩ quan Hồng quân gốc Triều Tiên Kim Jong-Il cùng với các đồng chí thân cận xây dựng thế lực nhằm thành lập một nhà nước Triều Tiên nằm trong phạm vi ảnh hưởng của Liên Xô. Một trong những hoạt động đầu tiên là việc thành lập một đội không quân tại Sinuiju vào tháng 9 năm 1945, theo mô hình của tổ chức OSOAVIAKhIM của Liên Xô để đào tạo nhân sự cho lực lượng quân đội Triều Tiên trong tương lai, đặc biệt là không quân. Từ 50 thành viên đầu tiên, sử dụng loại máy bay Tachikawa Ki-9 để tập luyện; một loạt các khóa huấn luyện hàng không bán quân sự được tổ chức, đến tháng 10 năm 1946, đã tuyển chọn được 300 người để đưa sang huấn luyện tại Liên Xô. Ngày 20 tháng 8 năm 1947, Đội Hàng không Triều Tiên được thành lập, trên cơ sở các nhân sự của các phi đội hàng không trên lãnh thổ phía Bắc bán đảo Triều Tiên.
Ngày 8 tháng 2 năm 1948, Quân đội Nhân dân Triều Tiên được chính thức thành lập. Ngày 18 tháng 9 năm 1948, Đội Hàng không Triều Tiên được tổ chức thành Liên đội phi hành số 25 thuộc Quân đội Nhân dân Triều Tiên. Đến ngày 16 tháng 8 năm 1949, Liên đội phi hành 25 được đổi thành Sư đoàn phi hành số 11, gồm các liên đội cường kích, tiêm kích, huấn luyện và đại đội công binh, trang bị các máy bay Yak-9, La-7, Il-10. 

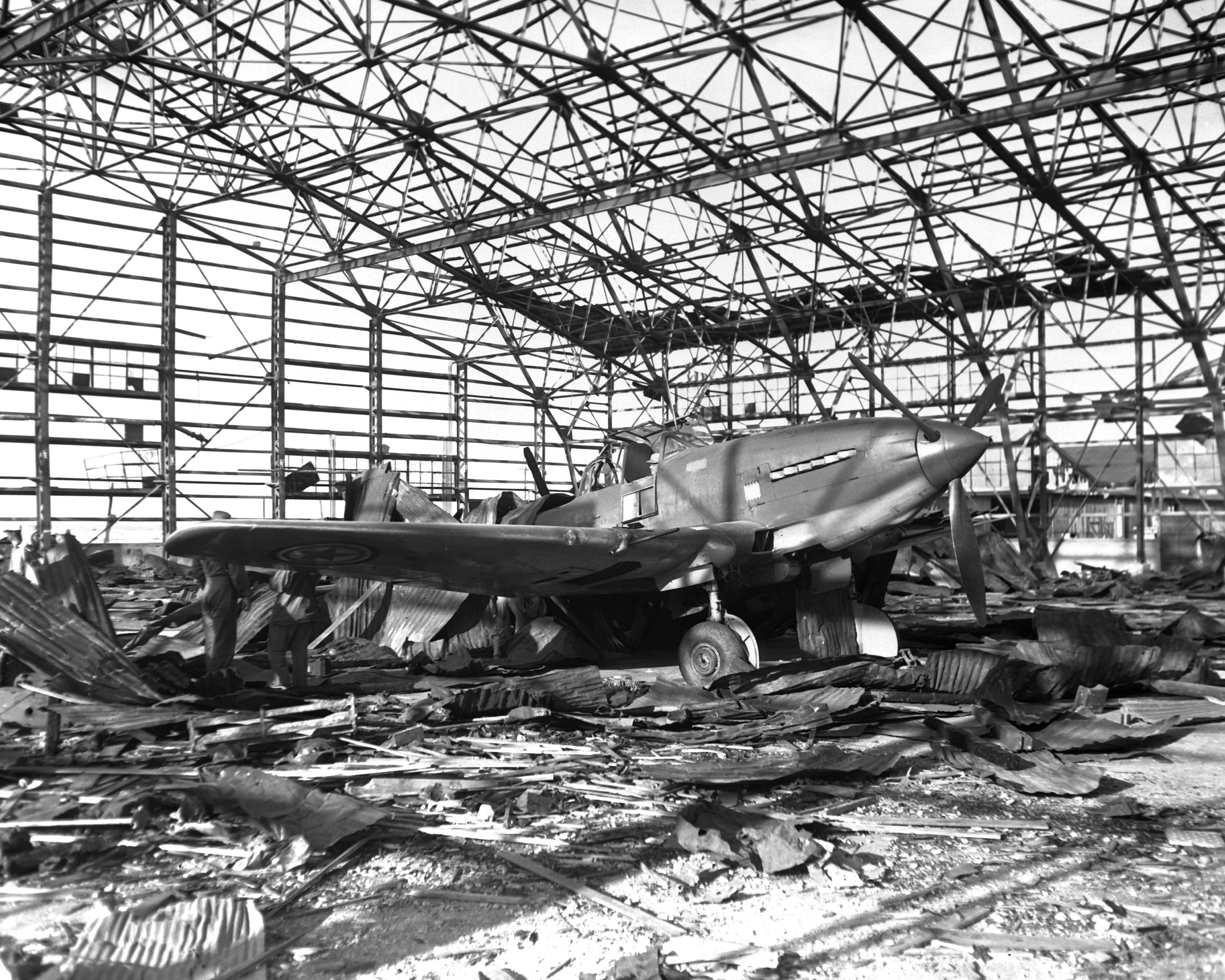
Máy bay Il-10 của Không quân Nhân dân Triều Tiên bị bỏ lại tại Sân bay Kimpo, Hàn Quốc ngày 21 tháng 5 năm 1950.

Chiến tranh Triều Tiên nổ ra, sau những chiến thắng ban đầu, Quân đội Nhân dân Triều Tiên nhanh chóng thất bại trước liên quân Liên Hợp Quốc do Hoa Kỳ lãnh đạo. Lực lượng không quân non trẻ của Triều Tiên nhanh chóng thất bại trước các phi công Mỹ đầy kinh nghiệm. Lãnh đạo Triều Tiên Kim Jong-Il buộc phải nhờ đến sự giúp đỡ mà thực chất là tham chiến trực tiếp của Trung Quốc ở trên bộ và Liên Xô ở trên không. Tháng 1 năm 1951, Bộ tư lệnh Không quân Nhân dân Triều Tiên được thành lập, đến ngày 15 tháng 3 năm 1951, một bộ tư lệnh liên hợp không quân Trung Quốc - Triều Tiên được thành lập để chỉ huy chung (thực tế là do Trung Quốc chỉ huy và trực tiếp tham chiến). Cuối năm 1951, lực lượng không quân Triều Tiên đã phát triển thành 4 sư đoàn (1, 2, 10, 11), sang năm 1952 mở rộng thêm 2 sư đoàn (3, 21). Trên thực tế, hầu như toàn bộ lực lượng phi công đều là người Trung Quốc hoặc Liên Xô.
Sau chiến tranh Triều Tiên, lực lượng không quân Triều Tiên được xây dựng lại, thường xuyên triển khai ở nước ngoài để giúp đỡ các đồng minh khối Xã hội chủ nghĩa, như ở Bắc Việt Nam trong Chiến tranh Việt Nam hoặc Nam Ai Cập trong Chiến tranh Yom Kippur.
Sau khi khối Đông Âu sụp đổ và Liên Xô tan rã, Cộng hòa Dân chủ Nhân dân Triều Tiên mất đi nguồn viện trợ to lớn và rơi vào khủng hoảng kinh tế trầm trọng. Dù nỗ lực tăng cường đầu tư quốc phòng với chính sách Tiên quân, do áp lực cấm vận kinh tế và quân sự, các trang thiết bị hiện đại của Quân đội Nhân dân Triều Tiên ngày càng trở nên lạc hậu và suy giảm cả về chất lượng lẫn số lượng. Khả năng phòng vệ của Triều Tiên trước năng lực quân sự to lớn của liên quân Mỹ - Hàn Quốc chỉ còn có thể dựa vào vũ khí hạt nhân, vũ khí hóa học và số lượng binh sĩ đông đảo.
Là một nhánh quân chủng kỹ thuật cao, lực lượng Phòng không Không quân Nhân dân Triều Tiên chịu tác động nặng nề của sự suy giảm kinh tế. Dù được ưu tiên đầu tư cao hơn Hải quân và Lục quân, nhưng thực tế là Không quân Nhân dân Triều Tiên vẫn thiếu hụt các trang thiết bị hiện đại, hầu hết các máy bay và tên lửa không đối không đều đã lỗi thời. Các phi công có rất ít thời gian huấn luyện bay, hầu hết chỉ có 7 giờ bay mỗi năm. Dù thời gian gần đây, do tình hình kinh tế đã dần được cải thiện, số giờ bay trung bình của các phi công Triều Tiên đã lên được 45-50 giờ, nhưng vẫn là rất thấp so với mức tiêu chuẩn 150 giờ huấn luyện bay để trở thành phi công tập sự. Con số này rất chênh lệch so với 180 giờ huấn luyện bay đơn lẻ của các phi công Trung Quốc và hơn 200 giờ huấn luyện bay của các phi công Mỹ và Nga. Việc đào tạo mô phỏng bay cũng thiếu các thiết bị chuyên nghiệp làm ảnh hưởng rất lớn đến công tác đào tạo. Để bù lại, lực lượng Phòng không được tăng cường với một mạng lưới radar phòng không rất lớn và nhiều súng phòng không và căn cứ tên lửa. Những thiết bị này được liên kết với 25 sân bay chính thức và 26 sân bay sơ tán và 18 tuyến đường cao tốc có thể sử dụng làm đường băng.

## Tổ chức biên chế
Bộ Tư lệnh Phòng không Không quân đặt tại Bình Nhưỡng, trực thuộc Bộ Tổng tham mưu Quân đội Nhân dân Triều Tiên. Theo tổ chức của Quân đội Nhân dân Triều Tiên, Tư lệnh Không quân tương đương cấp Tư lệnh Quân đoàn Lục quân. Tuy nhiên, số lượng tướng lĩnh xuất thân từ Phòng không Không quân được đề đạt lên các chức vụ cao cấp không phải là ít, chẳng hạn như Bộ trưởng Lực lượng Vũ trang Nhân dân, Nguyên soái Ch'oe Kwang, hay Tổng cục trưởng Tổng cục Chính trị, Phó nguyên soái Jo Myong-rok, đều xuất thân từ lực lượng này.
Tư lệnh hiện tại là Thượng tướng Ch'oe Yong-ho, đảm nhiệm chức vụ từ năm 2014.
Dưới cấp Bộ Tư lệnh Phòng không Không quân là các Sư đoàn Không quân phụ trách theo địa bàn không phận. Biên chế cơ sở tác chiến là các Trung đoàn Không quân. Mỗi trung đoàn gồm có các đơn vị hỗ trợ với biên chế tiểu đoàn (tiểu đoàn hậu cần, tiểu đoàn kỹ thuật,...) và các nhóm phi công chiến đấu với biên chế phi đội. Khi tác chiến phối hợp trên không, các phi công thường triển khai đội hình biên đội, tùy theo như cầu tác chiến, phổ biến nhất là biên đội 2 máy bay, số rất hiếm là 3 hoặc 4 máy bay.
Các căn cứ không quân chính
| Bộ chỉ huy                          | Không phận phụ trách              | Sư đoàn                            | Trung đoàn                              | Căn cứ chính                   | Máy bay trang bị                                    |
| ----------------------------------- | --------------------------------- | ---------------------------------- | --------------------------------------- | ------------------------------ | --------------------------------------------------- |
| Bộ Tư lệnh Quân chủng (Bình Nhưỡng) | Duyên hải phía Tây và Bình Nhưỡng | Sư đoàn Không chiến số 1 (Kaechon) | Trung đoàn ném bom 24                   | Uiju (Pyongan Bắc)             | H-5/Il-28, MiG-21PFM                                |
| Bộ Tư lệnh Quân chủng (Bình Nhưỡng) | Duyên hải phía Tây và Bình Nhưỡng | Sư đoàn Không chiến số 1 (Kaechon) | Trung đoàn tiêm kích bom 49             | Panghyon (Pyongan Bắc)         | J-5/MiG-17F, MiG-21PFM, Mi-2                        |
| Bộ Tư lệnh Quân chủng (Bình Nhưỡng) | Duyên hải phía Tây và Bình Nhưỡng | Sư đoàn Không chiến số 1 (Kaechon) | Trung đoàn tiêm kích 35                 | Kaechon (Pyongan Nam)          | J-6/MiG-19                                          |
| Bộ Tư lệnh Quân chủng (Bình Nhưỡng) | Duyên hải phía Tây và Bình Nhưỡng | Sư đoàn Không chiến số 1 (Kaechon) | Trung đoàn tiêm kích 35                 | Onchon (Pyongan Nam)           | J-6/MiG-19                                          |
| Bộ Tư lệnh Quân chủng (Bình Nhưỡng) | Duyên hải phía Tây và Bình Nhưỡng | Sư đoàn Không chiến số 1 (Kaechon) | Trung đoàn cường kích 55                | Sunchon (Pyongan Nam)          | Su-25K                                              |
| Bộ Tư lệnh Quân chủng (Bình Nhưỡng) | Duyên hải phía Tây và Bình Nhưỡng | Sư đoàn Không chiến số 1 (Kaechon) | Trung đoàn tiêm kích 57                 | Sunchon (Pyongan Nam)          | MiG-29/UB                                           |
| Bộ Tư lệnh Quân chủng (Bình Nhưỡng) | Duyên hải phía Tây và Bình Nhưỡng | Sư đoàn Không chiến số 1 (Kaechon) | Trung đoàn tiêm kích 58                 | Pukchang (Pyongan Nam)         | MiG-23ML/UM                                         |
| Bộ Tư lệnh Quân chủng (Bình Nhưỡng) | Duyên hải phía Tây và Bình Nhưỡng | Sư đoàn Không chiến số 1 (Kaechon) | Trung đoàn tiêm kích bom 60             | Pukchang (Pyongan Nam)         | MiG-21Bis                                           |
| Bộ Tư lệnh Quân chủng (Bình Nhưỡng) | Duyên hải phía Tây và Bình Nhưỡng | Sư đoàn Vận tải số 5 (Taechon)     | Trung đoàn Vận tải (?)                  | Taechon (Pyongan Bắc)          | Y-5/An-2                                            |
| Bộ Tư lệnh Quân chủng (Bình Nhưỡng) | Duyên hải phía Tây và Bình Nhưỡng | Sư đoàn Vận tải số 5 (Taechon)     | Trung đoàn Vận tải (?)                  | Kwaksan (Pyongan Bắc)          | Y-5/An-2                                            |
| Bộ Tư lệnh Quân chủng (Bình Nhưỡng) | Duyên hải phía Tây và Bình Nhưỡng | Sư đoàn Vận tải số 5 (Taechon)     | Trung đoàn Trực thăng (?)               | Sonchon (Pyongan Bắc)          | Mi-2                                                |
| Bộ Tư lệnh Quân chủng (Bình Nhưỡng) | Duyên hải phía Tây và Bình Nhưỡng | Sư đoàn Vận tải số 5 (Taechon)     | Trung đoàn Trực thăng 65                | Pukchang Đông (Pyongan Nam)    | Mi-8T, Mi-26                                        |
| Bộ Tư lệnh Quân chủng (Bình Nhưỡng) | Duyên hải phía Tây và Bình Nhưỡng | Sư đoàn Vận tải số 5 (Taechon)     | Trung đoàn Trực thăng 64                | Pukchang Đông (Pyongan Nam)    | MD-500                                              |
| Bộ Tư lệnh Quân chủng (Bình Nhưỡng) | Duyên hải phía Tây và Bình Nhưỡng | Sư đoàn Vận tải số 5 (Taechon)     | Trung đoàn Ném bom (?)                  | Kangdong (Pyongyang)           | CJ-6/BT-6                                           |
| Bộ Tư lệnh Quân chủng (Bình Nhưỡng) | Duyên hải phía Tây và Bình Nhưỡng | Sư đoàn Vận tải số 5 (Taechon)     | Không đoàn Vận tải Đặc biệt (Air Koryo) | Sunan (Pyongyang)              | Tu-134B/Tu-154B-2/Il-62M/Il-76MD/Il-18/An-24/An-148 |
| Bộ Tư lệnh Quân chủng (Bình Nhưỡng) | Duyên hải phía Tây và Bình Nhưỡng | Sư đoàn Vận tải số 5 (Taechon)     | Không đoàn chuyên cơ                    | Mirim (Pyongyang)              | Mi-17                                               |
| Bộ Tư lệnh Quân chủng (Bình Nhưỡng) | Khu vực DMZ                       | Sư đoàn Không chiến số 3 (Hwangju) | Bộ Tư lệnh phòng không                  | Chunghwa (Hwanghae Bắc)        |                                                     |
| Bộ Tư lệnh Quân chủng (Bình Nhưỡng) | Khu vực DMZ                       | Sư đoàn Không chiến số 3 (Hwangju) | Trung đoàn tiêm kích bom 32             | Nuchon-ni (Hwanghae Bắc)       | J-5/MiG-17, MiG-21PFM, Mi-2                         |
| Bộ Tư lệnh Quân chủng (Bình Nhưỡng) | Khu vực DMZ                       | Sư đoàn Không chiến số 3 (Hwangju) | Trung đoàn tiêm kích 50                 | Hwangju (Hwanghae Bắc)         | MiG-21PFM                                           |
| Bộ Tư lệnh Quân chủng (Bình Nhưỡng) | Khu vực DMZ                       | Sư đoàn Không chiến số 3 (Hwangju) | Trung đoàn cường kích 86                | Koksan (Hwanghae Bắc)          | Q-5A                                                |
| Bộ Tư lệnh Quân chủng (Bình Nhưỡng) | Khu vực DMZ                       | Sư đoàn Không chiến số 3 (Hwangju) | Trung đoàn tiêm kích bom 4              | Taetan (Hwanghae Nam)          | J-5/MiG-17F, MiG-21PFM, Mi-2                        |
| Bộ Tư lệnh Quân chủng (Bình Nhưỡng) | Khu vực DMZ                       | Sư đoàn Không chiến số 3 (Hwangju) | Trung đoàn tiêm kích bom 33             | Kwail (Hwanghae Nam)           | J-5/MiG-17F                                         |
| Bộ Tư lệnh Quân chủng (Bình Nhưỡng) | Khu vực DMZ                       | Sư đoàn Không chiến số 3 (Hwangju) | Trung đoàn tiêm kích bom 11             | Kwail (Hwanghae Nam)           | J-5/MiG-17F                                         |
| Bộ Tư lệnh Quân chủng (Bình Nhưỡng) | Khu vực DMZ                       | Sư đoàn Không chiến số 3 (Hwangju) | Trung đoàn trực thăng tấn công 63       | Ayang-ni (Hwanghae Nam)        | Mi-24D                                              |
| Bộ Tư lệnh Quân chủng (Bình Nhưỡng) | Duyên hải phía Đông               | Sư đoàn Không chiến số 2 (Toksan)  | Trung đoàn tiêm kích 56                 | Toksan (Hamgyong Nam)          | MiG-21PF/J-7/F-7                                    |
| Bộ Tư lệnh Quân chủng (Bình Nhưỡng) | Duyên hải phía Đông               | Sư đoàn Không chiến số 2 (Toksan)  | Trung đoàn ném bom 25                   | Changjin (Hamgyong Nam)        | Il-28/H-5                                           |
| Bộ Tư lệnh Quân chủng (Bình Nhưỡng) | Duyên hải phía Đông               | Sư đoàn Không chiến số 2 (Toksan)  | Trung đoàn tiêm kích ??                 | Changjin (Hamgyong Nam)        | MiG-21PFM                                           |
| Bộ Tư lệnh Quân chủng (Bình Nhưỡng) | Duyên hải phía Đông               | Sư đoàn Không chiến số 2 (Toksan)  | Trung đoàn tiêm kích 46                 | Wonsan (Kangwon)               | MiG-21PFM, F-5                                      |
| Bộ Tư lệnh Quân chủng (Bình Nhưỡng) | Duyên hải phía Đông               | Sư đoàn Không chiến số 2 (Toksan)  | Trung đoàn trực thăng 66                | Wonsan (Kangwon)               | Mi-14PL                                             |
| Bộ Tư lệnh Quân chủng (Bình Nhưỡng) | Duyên hải phía Đông               | Sư đoàn Không chiến số 2 (Toksan)  | Trung đoàn tiêm kích 71                 | Kuum-ni (Kangwon)              | MiG-21PFM                                           |
| Bộ Tư lệnh Quân chủng (Bình Nhưỡng) | Duyên hải phía Đông               | Sư đoàn Không chiến số 2 (Toksan)  | Trung đoàn tiêm kích 72                 | Hwangsuwon (Ryanggang)         | MiG-21PFM                                           |
| Bộ Tư lệnh Quân chủng (Bình Nhưỡng) | Duyên hải phía Đông               | Sư đoàn Vận tải số 6 (Sondok)      | Trung đoàn vận tải ??                   | Sondok (Hamgyong Nam)          | Y-5/An-2                                            |
| Bộ Tư lệnh Quân chủng (Bình Nhưỡng) | Duyên hải phía Đông               | Sư đoàn Vận tải số 6 (Sondok)      | Trung đoàn vận tải ??                   | Yonpo (Hamgyong Nam)           | Y-5/An-2                                            |
| Bộ Tư lệnh Quân chủng (Bình Nhưỡng) | Duyên hải phía Đông               | Sư đoàn Vận tải số 6 (Sondok)      | Trung đoàn vận tải ??                   | Manpo (Chagang)                | Y-5/An-2                                            |
| Bộ Tư lệnh Quân chủng (Bình Nhưỡng) | Duyên hải phía Đông               | Sư đoàn Vận tải số 6 (Sondok)      | Trung đoàn vận tải ??                   | Kuktong (Hamgyong Bắc)         | Y-5/An-2                                            |
| Bộ Tư lệnh Quân chủng (Bình Nhưỡng) | Duyên hải phía Đông               | Sư đoàn Vận tải số 6 (Sondok)      | Không đoàn vận tải                      | Kowon (Hamgyong Nam)           | Z-5/Mi-4/Mi-8/Mi-17                                 |
| Bộ Tư lệnh Quân chủng (Bình Nhưỡng) | Duyên hải phía Đông               | Sư đoàn Vận tải số 6 (Sondok)      | Không đoàn vận tải                      | Pakhon (??)                    | Z-5/Mi-4/Mi-8/Mi-17/Mi-2                            |
| Bộ Tư lệnh Quân chủng (Bình Nhưỡng) | Viễn Đông Bắc                     | Sư đoàn Huấn luyện số 8 (Orang)    | Trung đoàn huấn luyện ??                | Samjiyon (Ryanggang)           | F-5A                                                |
| Bộ Tư lệnh Quân chủng (Bình Nhưỡng) | Viễn Đông Bắc                     | Sư đoàn Huấn luyện số 8 (Orang)    | Không rõ                                | Hyesan (Ryanggang)             | Không rõ                                            |
| Bộ Tư lệnh Quân chủng (Bình Nhưỡng) | Viễn Đông Bắc                     | Sư đoàn Huấn luyện số 8 (Orang)    | Trung đoàn trực thăng huấn luyện ??     | Kilchu (Hamgyong Bắc)          | Mi-2                                                |
| Bộ Tư lệnh Quân chủng (Bình Nhưỡng) | Viễn Đông Bắc                     | Sư đoàn Huấn luyện số 8 (Orang)    | Trung đoàn tiêm kích huấn luyện 41      | Orang (Hamgyong Bắc)           | MiG-15UTI/J-2/MiG-15                                |
| Bộ Tư lệnh Quân chủng (Bình Nhưỡng) | Viễn Đông Bắc                     | Sư đoàn Huấn luyện số 8 (Orang)    | Học viện Không quân Kimchaek            | Sungam-Chonhjin (Hamgyong Bắc) | BT-6                                                |
| Bộ Tư lệnh Quân chủng (Bình Nhưỡng) | Viễn Đông Bắc                     | Sư đoàn Huấn luyện số 8 (Orang)    | Trường Sĩ quan Phi công                 | Kyongsong (Hamgyong Bắc)       | BT-6                                                |
| Bộ Tư lệnh Quân chủng (Bình Nhưỡng) | Viễn Đông Bắc                     | Sư đoàn Huấn luyện số 8 (Orang)    | Không đoàn vận tải                      | Sungam (Hamgyong Bắc)          | Y-5/An-2                                            |
| Bộ Tư lệnh Quân chủng (Bình Nhưỡng) | Viễn Đông Bắc                     | Sư đoàn Huấn luyện số 8 (Orang)    | Không rõ                                | Kang Da Ri (Kangwon)           | Không rõ                                            |
| Bộ Tư lệnh Quân chủng (Bình Nhưỡng) | Viễn Đông Bắc                     | Sư đoàn Huấn luyện số 8 (Orang)    | Không rõ                                | Tongchŏn (Kangwon)             | MiG-21PF/J-7/F-7                                    |
| Bộ Tư lệnh Quân chủng (Bình Nhưỡng) | Viễn Đông Bắc                     | Sư đoàn Huấn luyện số 8 (Orang)    | Không rõ                                | Inhung (Chungcheong Nam)       | Mi-8/Ka-27/Ka-28/Ka-29/Ka-32                        |
| Bộ Tư lệnh Quân chủng (Bình Nhưỡng) | Viễn Đông Bắc                     | Sư đoàn Huấn luyện số 8 (Orang)    | Không rõ                                | Hamhŭng (Hamgyong Nam)         | MiG-21PF/J-7/F-7                                    |
| Bộ Tư lệnh Quân chủng (Bình Nhưỡng) | Viễn Đông Bắc                     | Sư đoàn Huấn luyện số 8 (Orang)    | Không rõ                                | Riwon Bắc (Hamgyong Nam)       | MiG-15UTI/J-2/MiG-15                                |

## Trang bị

### Không quân

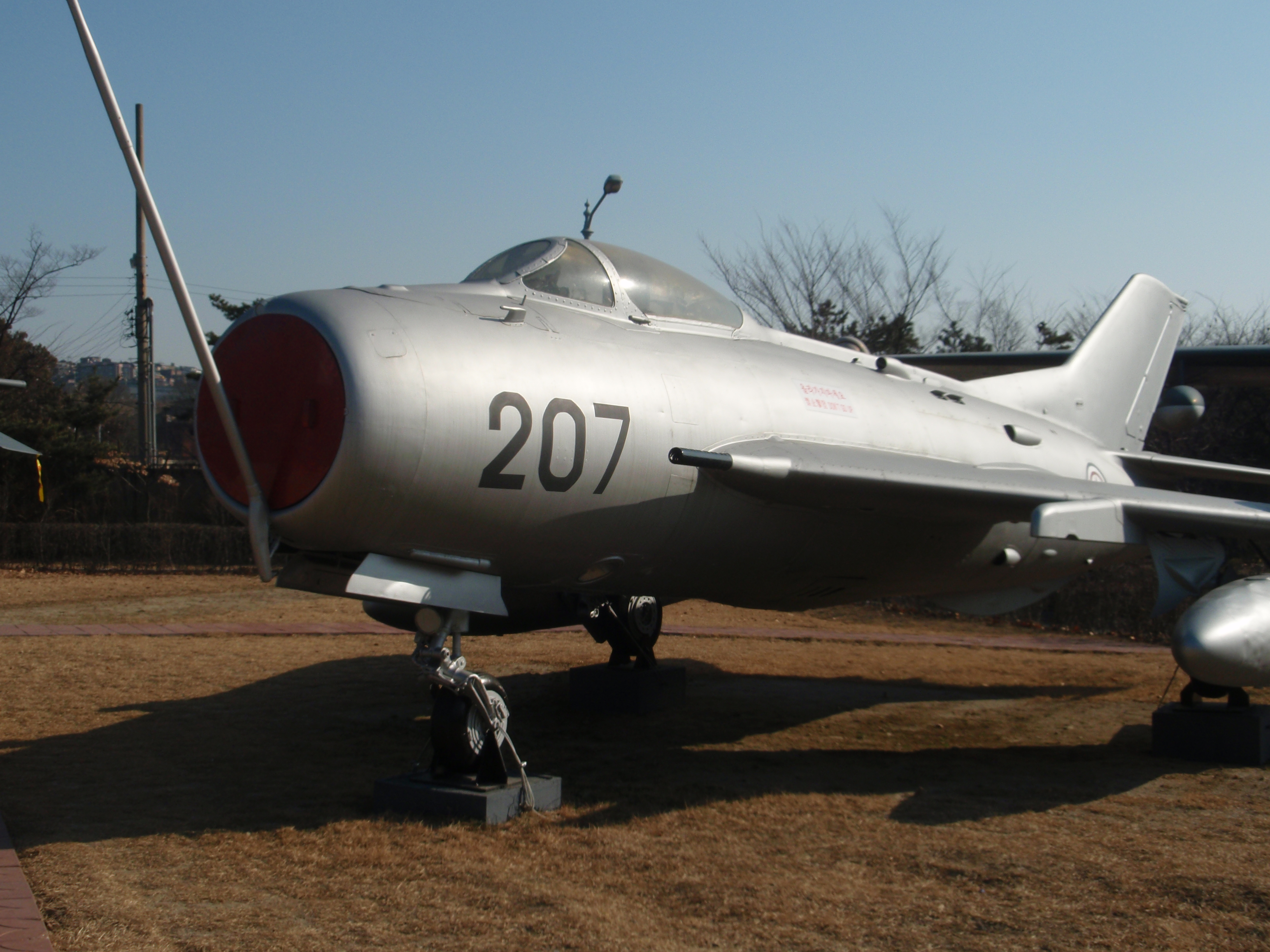
Một chiếc Shenyang J-6 trưng bày mang phù hiệu Không quân Nhân dân Triều Tiên

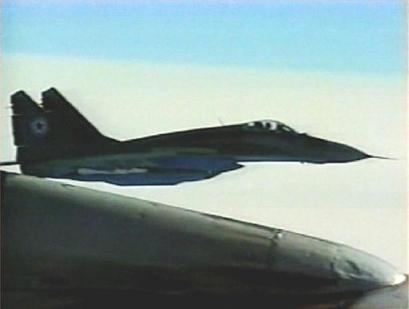
Ảnh chụp một chiếc MiG-29 đang bay của không quân Triều Tiên năm 2003

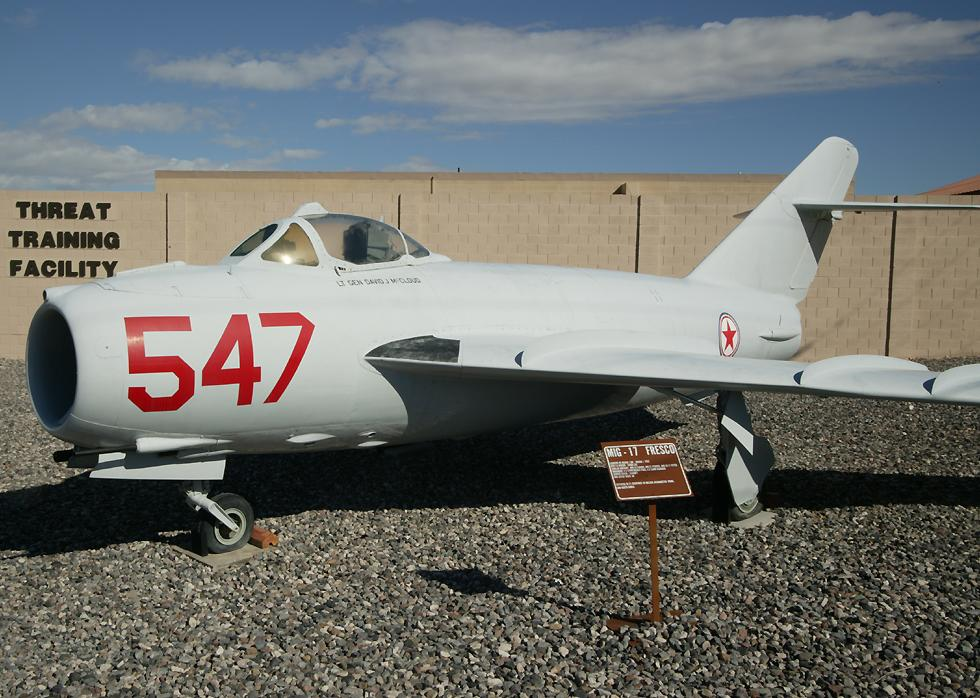
Một chiếc Lim-5 (phiên bản MiG-17 do Ba Lan sản xuất) cũ của không quân Indonesia với phù hiệu không quân Triều Tiên được sưu tầm ở Mỹ.

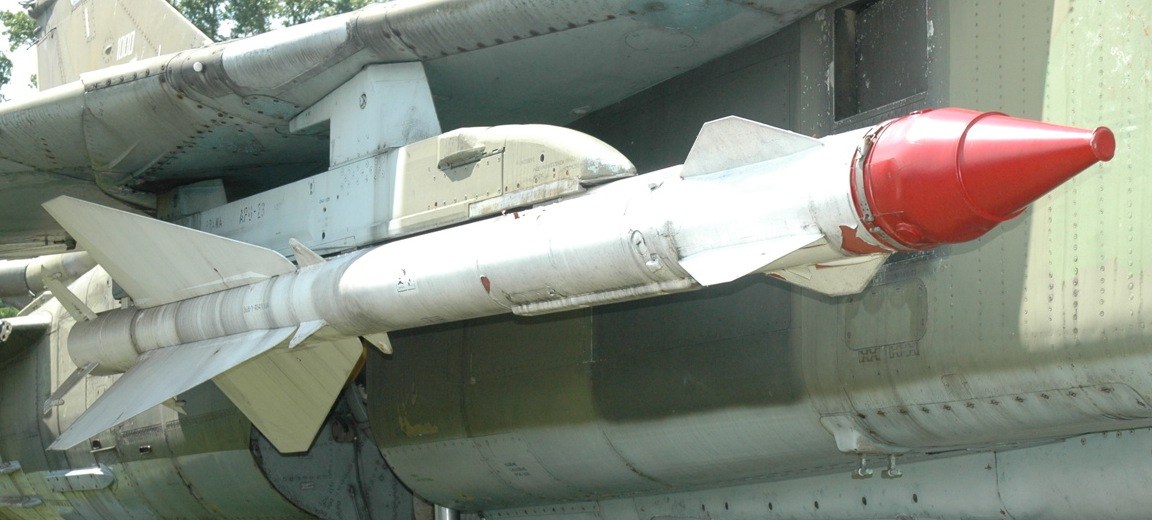
Tên lửa R-23 cùng loại với loại Không quân Nhân dân Triều Tiên sử dụng

Máy bay
| Máy bay                 | Xuất xứ           | Phân loại                   | Số lượng hoạt động ước tính | Ghi chú                                                                                         |
| Máy bay chiến đấu       | Máy bay chiến đấu | Máy bay chiến đấu           | Máy bay chiến đấu           | Máy bay chiến đấu                                                                               |
| ----------------------- | ----------------- | --------------------------- | --------------------------- | ----------------------------------------------------------------------------------------------- |
| MiG-29 B/SE/UB          | Nga               | Máy bay tiêm kích đa năng   | 35                          | Máy bay đã mua được bất hợp pháp bằng cách phá vỡ các biện pháp kiểm soát xuất khẩu của Hoa Kỳ  |
| MiG-21F/PFM/Bis/U       | Liên Xô           | Máy bay tiêm kích           | 26                          |                                                                                                 |
| F-7                     | Trung Quốc        | Máy bay tiêm kích           | 120                         | Biến thể MiG-21 Trung Quốc                                                                      |
| F-6                     | Trung Quốc        | Máy bay tiêm kích           | 97                          | Biến thể MiG-19 Trung Quốc                                                                      |
| F-5                     | Trung Quốc        | Máy bay tiêm kích           | 106                         | Biến thể MiG-17 Trung Quốc                                                                      |
| MiG-23 ML / UB          | Liên Xô           | Máy bay tiêm kích bom       | 56                          |                                                                                                 |
| Su-7B                   | Liên Xô           | Máy bay tiêm kích bom       | 18                          |                                                                                                 |
| Su-25K/ UBK             | Nga               | Máy bay cường kích          | 34                          |                                                                                                 |
| A-5                     | Trung Quốc        | May bay cường kích          | Không rõ số lượng           |                                                                                                 |
| H-5                     | Trung Quốc        | Máy bay ném bom hạng trung  | 80                          | Biến thể Il-28 Trung Quốc                                                                       |
| Máy bay vận tải quân sự |                   |                             |                             |                                                                                                 |
| PAC P-750               | New Zealand       | Máy bay vận tải             | 3                           | Hàng xuất khẩu bất hợp pháp qua Trung Quốc                                                      |
| An-24                   | Liên Xô           | Máy bay vận tải hạng nặng   | 1/6                         |                                                                                                 |
| An-2                    | Liên Xô           | Máy bay vận tải hạng nhẹ    | Khoảng 200                  |                                                                                                 |
| Máy bay trực thăng      |                   |                             |                             |                                                                                                 |
| MD 500                  | Mỹ                | Trực thăng đa năng hạng nhẹ | 84/80                       | Máy bay đã mua được bất hợp pháp bằng cách phá vỡ các biện pháp kiểm soát xuất khẩu của Hoa Kỳ  |
| PZL Mi-2                | Ba Lan            | Trực thăng đa năng          | 47                          |                                                                                                 |
| Mi-8                    | Liên Xô           | Trực thăng đa năng          | 41                          |                                                                                                 |
| Mi-14                   | Liên Xô           | ASW / SAR                   | 8                           |                                                                                                 |
| Mi-25                   | Nga               | Trực thăng tấn công         | 20                          |                                                                                                 |
| Mi-26                   | Nga               | Trực thăng vận tải          | 4                           |                                                                                                 |
| Máy bay huấn luyện      |                   |                             |                             |                                                                                                 |
| Yakovlev Yak-18         | Liên Xô           | Máy bay huấn luyện cơ bản   | 2                           |                                                                                                 |
| MiG-15U                 | Liên Xô           | Máy bay huấn luyện phản lực | [ 14 ]                      |                                                                                                 |
| FT-5                    | Trung Quốc        | Máy bay huấn luyện phản lực | 135                         |                                                                                                 |
| Shenyang FT-2           | Trung Quốc        | Máy bay huấn luyện phản lực | 30                          | Biến thể MiG-15UTI Trung Quốc                                                                   |
| UAV                     |                   |                             |                             |                                                                                                 |
| Banghyeon               | CHDCND Triều Tiên | UAV trinh sát               | Không rõ số lượng           | Biến thể UAV D-4 do CHDCND Triều Tiên sản xuất                                                  |
| Vega Shmel              | Nga               | UAV trinh sát               | 10                          |                                                                                                 |
| Sky-09                  | Trung Quốc        | UAV trinh sát               | 1                           |                                                                                                 |
| MQM-107                 | Mỹ                |                             | 1                           | Mua lại từ một quốc gia Trung Đông, có lẽ Syria, để phát triển UAV dựa trên nền tảng công nghệ. |
| Tu-143                  | Liên Xô           |                             | 1                           |                                                                                                 |
| Panghyon-1              | CHDCND Triều Tiên |                             | Không rõ số lượng           |                                                                                                 |
| Panghyon-2              | CHDCND Triều Tiên |                             | Không rõ số lượng           |                                                                                                 |

Tên lửa đối không
| Tên lửa                 | Xuất xứ                 | Phân loại                   | Số lượng ước tính       | Ghi chú                                      |
| Tên lửa không đối không | Tên lửa không đối không | Tên lửa không đối không     | Tên lửa không đối không | Tên lửa không đối không                      |
| ----------------------- | ----------------------- | --------------------------- | ----------------------- | -------------------------------------------- |
| R-27                    | Nga                     | tên lửa đối không tầm trung | 60                      |                                              |
| R-23                    | Liên Xô                 | tên lửa đối không tầm trung | 250                     |                                              |
| R-73                    | Nga                     | tên lửa đối không tầm ngắn  |                         |                                              |
| R-60                    | Liên Xô                 | tên lửa đối không tầm ngắn  | 190                     |                                              |
| K-13                    | Liên Xô                 | tên lửa đối không tầm ngắn  | 1050                    |                                              |
| Tên lửa không đối đất   |                         |                             |                         |                                              |
| Kh-35                   | Nga                     | Tên lửa không đối đất       |                         |                                              |
| KN-09                   | CHDCND Triều Tiên       | Tên lửa không đối đất       |                         | Biến thể Kh-35 do CHDCND Triều Tiên sản xuất |
| Kh-28                   | Liên Xô                 | Tên lửa không đối đất       |                         |                                              |
| Kh-23                   | Liên Xô                 | Tên lửa không đối đất       |                         |                                              |
| Kh-25                   | Liên Xô                 | Tên lửa không đối đất       |                         |                                              |

### Phòng không
Cộng hòa Dân chủ Nhân dân Triều tiên đã triển khai một loạt các hệ thống tên lửa đất đối không (SAM) và súng phòng không (AAA) khác nhau, với những trang bị lâu đời nhất từ thời Liên Xô thiết kế để có thể tổ chức nên 1 mạng lưới phòng không dày đặc và khá cơ động, đe dọa tới lực lượng không quân đối phương. Ví dụ như các hệ thống phòng không SAM, một số súng phòng không AA & AAA, và thậm chí là một vài loại vũ khí phòng không nội địa. Những hệ thống này đang được sử dụng rộng rãi, với số lượng lên tới tới hơn 15.000 đơn vị theo số liệu năm 1995 của Lầu Năm Góc thông báo. Triều Tiên có một trong những mạng lưới hệ thống phòng không (IADS) rộng lớn và kín nhất trên thế giới, với nhiều người trong số các radar và định vị trên bệ phóng kiên cố nâng các nền tảng của nó máy bay vị trí trong cứng boongke và cả hai ngầm căn cứ không quân, và một số cấp độ khác nhau ở địa phương và những thị trấn. Các KNOT-06 SAM, đó là chuyến bay-thử nghiệm trong mùa xuân năm 2011, và một mô hình địa phương của các hệ thống Pechora 2 (Nâng cấp của SA-3), bố trí tại một 2012 cuộc diễu hành quân sự đáng chú ý là có mở rộng các hệ thống khả năng. Theo báo Quốc Phòng hàng tuần năm 2014, hiện có trên hai mẫu khác nhau nhiều hơn 1 cặp hệ thống: và KNOT-06/Ponghae-5 đã có lẽ liên quan đến các hệ thống HQ-16 của Trung Quốc, trong khi Ponghae-6 có thể liên quan với HQ-9 hoặc như loại của Nga là S-300.
| Tên gọi            | Xuất xứ           | Loại                     | Số lượng                         | Ghi chú                          |
| SAM                | SAM               | SAM                      | SAM                              | SAM                              |
| ------------------ | ----------------- | ------------------------ | -------------------------------- | -------------------------------- |
| KN-06              | CHDCND Triều Tiên | LR-SAM                   | 156 hệ thống                     | Phiên bản nội địa dựa trên S-300 |
| S-200              | Liên Xô           | Hệ thống SAM             | 75 hệ thống                      |                                  |
| Buk                | Nga               | MR SAM                   | [ 30 ]                           |                                  |
| Kub                | Liên Xô           | MR SAM                   |                                  |                                  |
| S-125 Neva/Pechora | Nga               | Hệ thống SAM             | ~300 hệ thống                    |                                  |
| 2K11 Krug          | Liên Xô           | Hệ thống SAM             |                                  |                                  |
| S-75 Dvina         | Liên Xô           | Hệ thống SAM             | 1950 hệ thống                    |                                  |
| S-25 Berkut        | Liên Xô           | Hệ thống SAM             |                                  |                                  |
| SA-13              | Liên Xô           | Hệ thống SAM             | Nâng cấp với hai bệ bốn tên lửa. |                                  |
| SA-7               | Liên Xô           | MANPADS                  | ~4000 hệ thống                   | Sản xuất nội địa                 |
| SA-14              | Liên Xô           | MANPADS                  |                                  | Sản xuất nội địa                 |
| SA-16 9K310 Igla-1 | Nga               | MANPADS                  | Sản xuất nội địa                 |                                  |
| Vũ khí phòng không |                   |                          |                                  |                                  |
| ZSU-57-2           | Liên Xô           | Pháo phòng không tự hành | 250                              | Pháo phòng không tự hành         |
| ZSU-23-4           | Liên Xô           | Pháo cao xạ tự hành      | 248                              | Pháo phòng không tự hành         |
| Radars             |                   |                          |                                  |                                  |
| P-18 radar         | Liên Xô           | Radar cảnh báo sớm       |                                  |                                  |

## Năng lực tác chiến
Từ kinh nghiệm thất bại nặng nề khi đối đầu với lực lượng Không quân Mỹ trong Chiến tranh Triều Tiên, nhiệm vụ tác chiến cơ bản của lực lượng Phòng không Không quân Nhân dân Triều Tiên được xác định chủ yếu là để bảo vệ không phận lãnh thổ Cộng hòa Dân chủ Nhân dân Triều Tiên, thay cho phương thức tác chiến hỗ trợ Lục quân và tấn công các mục tiêu quân sự mặt đất. Sự thay đổi này phụ thuộc nặng vào máy bay chiến đấu, tên lửa đất đối không và vũ khí phòng không. Bằng cách này, Triều Tiên cố gắng để duy trì năng lực quân sự tương đương với Hàn Quốc bằng cách sử dụng không quân như một lực lượng ngăn chặn, giống như của tên lửa đạn đạo, thay vì cố gắng để duy trì một công nghệ tương đương trong các loại máy bay chiến đấu hiện đại. Điều này có vẻ được xác nhận bởi sự tái biên chế của 120 máy bay, chủ yếu là các máy bay ném bom và vận tải lỗi thời, trang bị vào 4 căn cứ tiền phương gần DMZ, bên cạnh số lượng 440 máy bay chiến đấu hiện đại hơn. Nhiệm vụ tấn công được chuyển giao cho các vũ khí hóa học và vũ khí hạt nhân, nhằm mục đích răn đe trước các dự định tấn công từ phía Nam.
Phòng không Triều Tiên cũng điều hành một loạt các hệ thống phòng không, bao gồm pháo phòng không tầm ngắn hệ đơn, đôi, 4 súng máy, hệ thống tên lửa phòng không tầm xa SA-5 Hang, và các pháo phòng không cỡ lớn. Triều Tiên có một trong những mạng lưới phòng không dày đặc nhất thế giới. Máy bay Il-28 Beagle máy bay cung cấp năng lực tấn công tầm trung, mặc dù đã lỗi thời. Một phần lớn máy bay cường kích được lưu giữ trong nhà chứa máy bay kiên cố, một số có khả năng chịu một vụ nổ hạt nhân. Năng lực ngụy trang & tàng hình của KPAF đã được cải thiện, thông qua nghiên cứu các loại sơn hấp thụ radar và kỹ thuật che dấu vũ khí.
Không quân Nhân dân Triều Tiên sở hữu khá nhiều máy bay cả tiêm kích lẫn cường kích, nhưng gần như toàn bộ chúng đều đã lỗi thời trong chiến tranh hiện đại. Triều Tiên là một trong số ít quốc gia vẫn còn sử dụng loại tiêm kích MiG-17, MiG-19, MiG-21 và MiG-23 lỗi thời. Họ cũng có một ít máy bay MiG-29 hiện đại hơn. Số lượng máy bay chiến đấu chiếm nhiều nhất của KPAF là loại MiG-21, tuy đã lạc hậu nhưng vẫn có thể là một đối thủ xứng đáng trong không chiến nếu được sử dụng đúng cách và được vận hành bởi những phi công giàu kinh nghiệm. Các nhà phân tích Hoa Kỳ tại trang GlobalSecurity.org cho rằng, Không quân Triều Tiên "có đủ khả năng để bảo vệ không phận Cộng hòa Dân chủ Nhân dân Triều Tiên và một khả năng giới hạn để tiến hành các hoạt động không chống lại Hàn Quốc."
Số giờ bay trung bình hằng năm (AFH) của mỗi phi công, như hầu hết mọi khía cạnh khác của KPAF, rất khó để ước tính. Hầu hết các nguồn đều cho những con số ước chừng, nhưng tất cả chúng ước tính trung bình giờ bay thường niên mỗi phi công là 'thấp' và 'rất thấp'. Số giờ bay trung bình hằng năm tất nhiên là rất quan trọng trong ước tính kỹ năng cá nhân và kinh nghiệm của các phi công của không quân: càng nhiều giờ bay cho thấy phi công được đào tạo tốt hơn. Hầu hết các tính toán cho một hình ảnh không mấy khả quan: AFH của mỗi phi công KPAF được cho là chỉ có 15 hoặc 25 giờ mỗi năm - ngang với số giờ bay của không quân các nước XHCN hậu Xô Viết trong những năm 1990. So với hầu hết phi công chiến đấu các nước NATO bay ít nhất 150 giờ một năm thì KQTT rất kém cỏi. Việc đào tạo trên mặt đất, cả trong các lớp học, trên khung máy bay mặt đất hoặc trong mô hình mô phỏng bay chỉ có thể thay thế cho việc bay "thật" đến một mức độ nào đó, và số lượng khiêm tốn các thiết bị huấn luyện hiện đại trong kho vũ khí của KPAF cho thấy thời gian bay là cực kỳ thiếu cho sự phát triển của các phi công mới.
Có một số có thể giải thích cho thời gian bay thấp: vấn đề lão hóa thiết bị, khan hiếm phụ tùng - đặc biệt là cho các máy bay cũ, việc hao mòn khung máy bay, lo sợ phi công đào tẩu và khan hiếm nhiên liệu đều là các yếu tố quan trọng. Tuy nhiên, có khả năng một số phi công hay đơn vị "ưu tú" nhận được số giờ bay nhiều hơn đáng kể. Đặc biệt là những người được trang bị các máy bay và giao nhiệm vụ bảo vệ Tổ quốc quan trọng: như trung đoàn 57 dùng MiG-29 và các trung đoàn 60 dùng MiG-23 - được nhận nhiều giờ bay trung bình hơn cho mỗi phi công. Tuy nhiên, lão hóa thiết bị, thiếu nhiên liệu và khủng hoảng kinh tế Triều Tiên đã ảnh hưởng đến các trung đoàn như vậy, và số giờ bay vẫn thấp so với số giờ bay của NATO.
Hãng thông tấn AFP ngày 23, tháng 1, năm 2012 cho biết rằng KPAF đã được tiến hành chuyến bay huấn luyện hơn mức trung bình trong năm 2011.
Chosun Ilbo báo cáo vào ngày 29 tháng 3 năm 2012 rằng KPAF đã tăng đáng kể số lượng của các chuyến bay, đến 650 chuyến mỗi ngày.

## Quân phục và cấp bậc

### Quân phục
Với việc là một quân chủng tách biệt với Lục quân Triều Tiên, Quân chủng Phòng không-Không quân Nhân dân Triều Tiên mặc đồng phục như Lục quân nhưng với mũ viền xanh (đặc biệt là với các sĩ quan), hoặc mũ kepi với nam và beret với nữ, đội chung với đồng phục của họ. Các phi công đội mũ bảo hiểm và đồ bay khi duyệt binh, và khi thực hiện nhiệm vụ họ mặc chung quân phục với Lục quân nhưng có viền xanh của Không quân trên mũ.

### Cấp bậc
Hệ thống cấp bậc trong lực lượng Phòng không Không quân thống nhất về danh xưng với Lục quân, cũng được phân loại thành các bậc Tướng, Tá, Úy, Hạ sĩ quan và Binh sĩ. Về cấp hiệu cũng gần tương đồng với cấp hiệu của Lục quân, chỉ khác biệt ở các đường viền màu xanh không quân (thay vì màu đỏ) trên cấp hiệu để phân biệt.
Cấp bậc cao nhất trong lực lượng Phòng không Không quân là Đại tướng. Các cấp bậc Nguyên soái và Phó nguyên soái là những cấp bậc quân sự chính trị cao cấp và không phân biệt quân chủng. Ba quân nhân xuất thân từ lực lượng Phòng không Không quân từng đạt đến các cấp bậc này gồm Bộ trưởng Lực lượng Vũ trang Nhân dân, Nguyên soái Ch'oe Kwang, Phó Chủ tịch Quân ủy Trung ương, Nguyên soái Ri Pyong-chol và Tổng cục trưởng Tổng cục Chính trị, Phó nguyên soái Jo Myong-rok.

## Một số tướng lĩnh nổi bật
- Wang Ryeon (Chosŏn'gŭl: 왕련; 1912-1958), Tư lệnh Không quân đầu tiên (1951-1952). Trung tướng (1953).
- Ch'oe Kwang (Chosŏn'gŭl: 최광; 1918–1997), Tư lệnh Không quân (1958-1962). Trung tướng (1953), Thượng tướng (1960), Đại tướng (1963), Phó nguyên soái (1992), Nguyên soái quân đội (1995).
- O Kuk-ryol (Chosŏn'gŭl: 오극렬; 1931-), Tư lệnh Không quân (1967-1969). Trung tướng (1967), Thượng tướng (1980), Đại tướng (1985).
- Jo Myong-rok (Chosŏn'gŭl: 조명록; 1928–2010), Tư lệnh Không quân (1977-1995). Trung tướng (1977), Thượng tướng (1985), Đại tướng (1992), Phó nguyên soái (1995).
- O Gum-chol (Chosŏn'gŭl: 오금철; 1947-), Tư lệnh Không quân (1995-2008). Thượng tướng (1995), Đại tướng (2014).
- Ri Pyong-chol (Chosŏn'gŭl: 리병철; 1948-), Tư lệnh Phòng không Không quân (2008-2014). Thượng tướng (2008), Đại tướng (2010)[37], Nguyên soái quân đội (2020)
- Ch'oe Yong-ho (Chosŏn'gŭl: 최용호; ?- ), Tư lệnh Phòng không Không quân (2014-2016). Thượng tướng (2015), Đại tướng (2015), giáng cấp xuống Thượng tướng (2017).
- Kim Kwang-hyok (Chosŏn'gŭl: 김광혁; ?- ), Tư lệnh Phòng không Không quân (2016-2021). Thượng tướng (2016), Đại tướng (2019).

## Đào tẩu

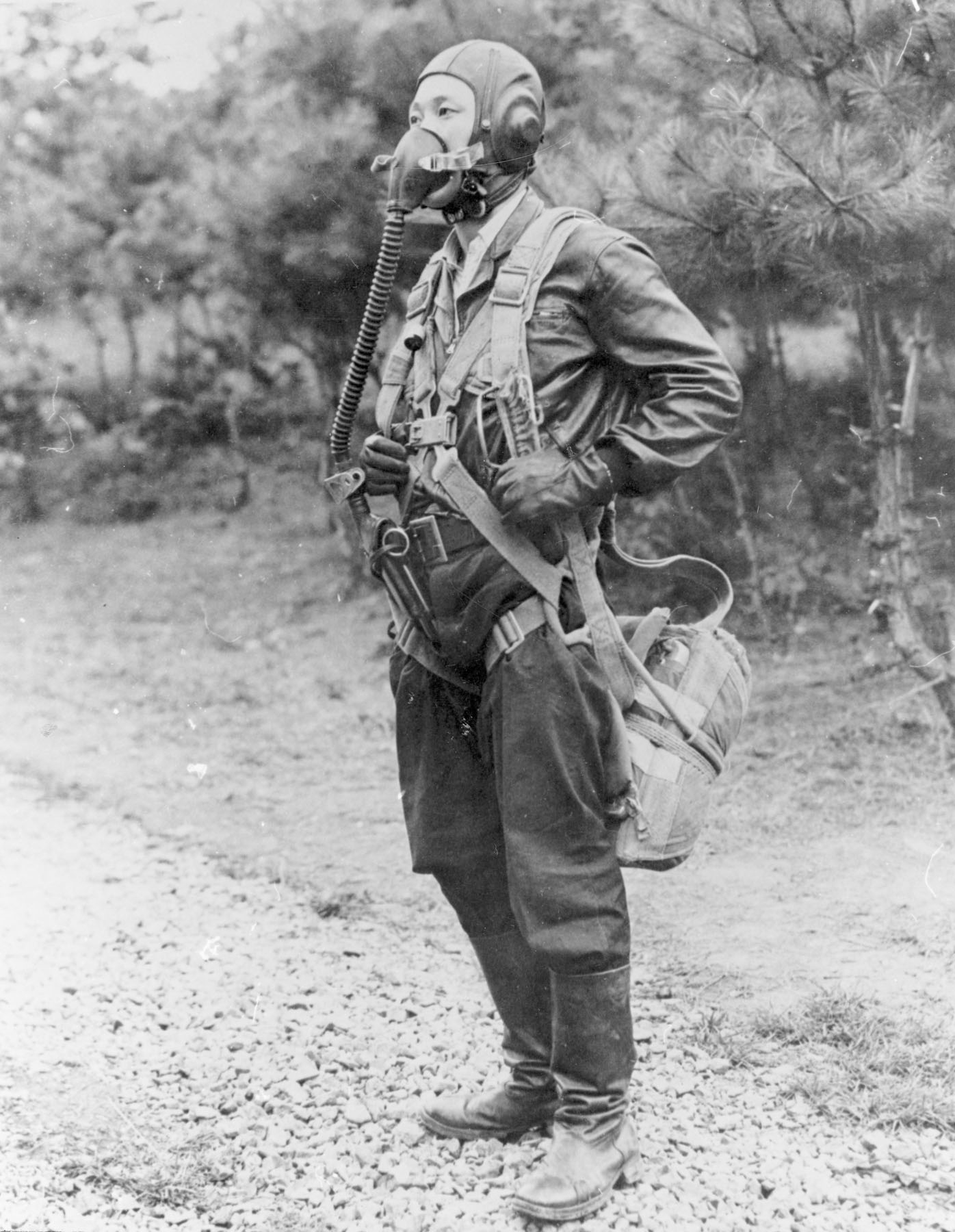
No Kum-sok trong trang phục phi công.

Do tình trạng chính trị của Triều Tiên, một số phi công Triều Tiên đào tẩu với các máy bay chiến đấu. Những trường hợp đó gồm:
- Vào ngày 21 tháng 9 năm 1953, No Kum-sok, một thượng úy phi công 21 tuổi đã lái chiếc MiG-15 về phía Nam và hạ cánh tại căn cứ không quân Kimpo gần Seoul. Đây là chiếc máy bay phản lực thuộc loại máy bay tốt nhất khối Cộng sản khi đó. No được thưởng số tiền $100.000 (1093781) và được quyền cư trú ở Hoa Kỳ.
- Vào ngày 5 tháng 8 năm 1960, một chiếc Shenyang J-5 hạ cánh xuống căn cứ Kimpo. Phía Hàn Quốc đã giữ lại chiếc máy bay và sử dụng để bay nghiên cứu tính năng một thời gian ngắn trước khi loại bỏ.
- Tháng 2 năm 1983, phi công Lee Ung-Pyong trong một đợt bay huấn luyện đã lợi dụng sơ hở để đào tẩu cùng với chiếc Shenyang J-6 và hạ cánh tại sân bay ở Seoul. Lee được phía Hàn Quốc thưởng 1,2 tỉ won. Theo một số tài liệu, Lee trở thành Đại tá Không quân Hàn Quốc và làm giáo viên huấn luyện cho đến khi qua đời vào năm 2002.
- Ngày 23 tháng 5 năm 1996, Đại úy Lee Chul-Su đào ngũ trên một chiếc Shenyang J-6 mang số hiệu 529, hạ cánh xuống căn cứ Suwon, bỏ lại vợ và hai con. Lee được thưởng 480 triệu Won (khoảng. $614,000 đô la Mỹ[38] 114632733). Hiện tại, Lee đang là một Đại tá Không quân Hàn Quốc.[39]